# Michal Mareš
Michal Mareš (Havlíčkův Brod, 3 febbraio 1976) è un ex giocatore di calcio a 5 ceco.

## Biografia
Anche il fratello Roman, di un anno più grande, è stato giocatore di calcio a 5; i due hanno giocato quasi sempre insieme sia nella nazionale ceca sia a livello di club.

## Carriera
Dopo aver annunciato il ritiro dalla Nazionale al termine del Campionato europeo 2005, due anni più tardi è ritornato sui suoi passi, imitato dal fratello Roman. Al termine della stagione 2019-20 ha annunciato la definitiva conclusione della propria carriera sportiva; in totale, Mareš ha disputato 424 partite e realizzato 311 reti nella liga ceca. 